# Tagliole
Le Tagliole sono una frazione del comune di Pievepelago, in provincia di Modena; formata da gruppi di case, definite "Casolari", con diversi nomi che danno vita ad un piccolo paese.

## Geografia fisica
Le Tagliole distano 5 km dal lago Santo modenese, il paese si trova nella Valle delle Tagliole, in un paesaggio, pieno di boschi, molto caratteristico. La località è attraversata dal Rio delle Tagliole, proveniente da Foce a Giovo, nel quale si immettono numerosi affluenti, emissari dei laghi della zona, quali lago Baccio, lago Torbido, lago Turchino e lago Santo. La foce del Rio delle Tagliole, viene considerata per il calcolo della lunghezza del Fiume Panaro, secondo fiume della provincia di Modena per portata.

### Territorio
Il versante su cui sorge l'abitato delle Tagliole può essere schematicamente suddiviso in due grandi aree: la separazione tra le due è data dalla modesta linea di cresta, disposta in direzione E-W, su cui sorge il nucleo principale (e più antico) dell'abitato; questo elemento morfologico assume dimensioni molto più rilevanti procedendo a quote maggiori, in direzione del Monte Nuda, dove produce scarpate di altezza superiore ai 50–60 m.
La geologia dell'area risulta essere piuttosto complessa: le aree poste a quote superiori ai 1.500 m, quindi i versanti posti ad est del Monte Nuda, sono occupate dalle Arenarie di Monte Modino; queste arenarie affiorano estesamente anche nella parte bassa del versante, a quote inferiori ai 1.350–1.400 m s.l.m. e fino in prossimità del fondovalle del Rio delle Tagliole, a sua volta occupato da affioramenti di brecce argillose. Tra le due
fasce di arenarie, a quote comprese tra i 1.350-1.500 m s.l.m., si rinviene un complesso assemblaggio di litologie meccanicamente deboli, quali le Argille di Fiumalbo, le Marne di Marmoreto, le Argille del Fosso del Cà.

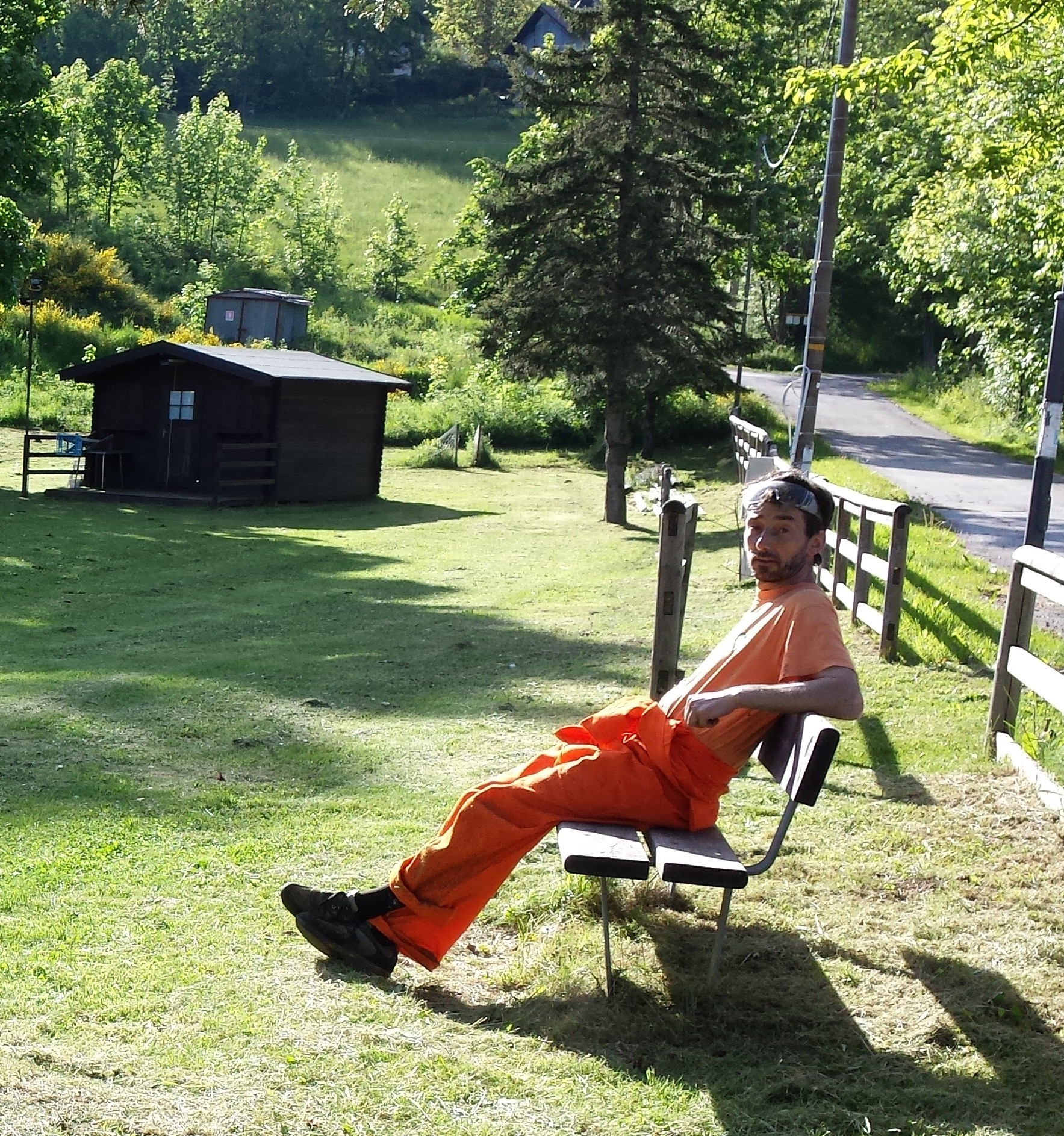

Possiamo inoltre reperire estesi affioramenti di Marne di Marmoreto anche nelle aree poste a sud di Fatalcina.
Tutta l'area di studio mostra segni evidenti di fenomeni glaciali o ad essi associati; un fatto inevitabile, viste le quote piuttosto elevate. In particolare, i versanti posti a monte di Fatalcina offrono estesi affioramenti di depositi morenici; la continuità di tali coperture è notevole (si noti che erano state chiaramente riconosciute anche nei documenti cartografici precedenti).
Anche i versanti posti a monte del centro abitato delle Tagliole sono quasi interamente occupati da depositi simili, anche se in parte coinvolti in successivi fenomeni franosi.
I dissesti di dimensioni maggiori si rinvengono nell'area compresa tra il Fosso dei Molini, il Monte Nuda e Cà di Matteo; si tratta di una successione di frane in senso stretto, sia attive che quiescenti e di scivolamenti in roccia (capaci di conservare un minimo ordinamento interno) che coinvolgono le litologie più resistenti.
I dissesti presenti nei dintorni delle Tagliole, pur se di dimensioni minori, sono in grado di arrecare danni rilevanti agli edifici; si è scelto di perimetrare come tali solo le aree che offrono evidenze sicure di riattivazioni (da documenti o da rilevamento). Si noti che esistono segni di probabili dissesti anche a quote elevate a monte del paese, ma le forme osservate potrebbero anche essere di origine glaciale. Gli estesi affioramenti di depositi compatibili con fenomeni glaciali inducono a ritenere consistente anche questa ipotesi, almeno per parte delle superfici in esame.

## Monumenti e luoghi d'interesse
Tra i luoghi di interesse vi è la chiesa dedicata a san Giovanni e sant'Ignazio, risalente al 1613 e ristrutturata a partire dal 1870, con un campanile che domina tutto il paesaggio, oltre all'olmo secolare con a fianco a una piccola cappella.
In località Casa Mordini si trova l'Olmo montano più vecchio d'Italia di fianco ad un piccolo oratorio dedicato alla Madonna di Montenero (Lu)

## Economia
È sviluppato il turismo ambientale: è presente un sentiero "Antiche orme", gestito dal parco del Frignano, tre ristoranti ed un albergo, oltre ad una piccola azienda che trasforma i prodotti del sottobosco.
Dai primi anni 2000, è sorta una associazione turistica, composta da residenti e non, che in pochi anni ha dato vita ad una importante sagra paesana, ormai da molti considerata come la più importante del Comune di Pievepelago, per offerta/qualità del menù e per le numerose attrazioni e spettacoli ad essa associati. Il turista può partecipare a questa sagra denominata "La Valle dei Briganti in Festa" solitamente nel  periodo dal 10 al 14 agosto.

## Storia
Il paese è stato per alcuni anni sotto il dominio del ducato di Ferrara, come si può notare in una cartina del 1580.